# Koruna Séc
Koruna là đơn vị tiền tệ của Cộng hòa Séc, viết tắt: Kč, được sử dụng từ năm 1993.
1 koruna = 100 haléř.
- Tiền xu: 10 h (đã thu hồi), 20 h (đã thu hồi), 50 h(đã thu hồi), 1 Kč, 2 Kč, 5 Kč, 10 Kč, 20 Kč và 50 Kč.
- Tiền giấy: 20 Kč (đã thu hồi), 50 Kč, 100 Kč, 200 Kč, 500 Kč, 1000 Kč, 2000 Kč và 5000 Kč.

| Đồng xu được lưu hành | Đồng xu được lưu hành | Đồng xu được lưu hành | Đồng xu được lưu hành | Đồng xu được lưu hành | Đồng xu được lưu hành                        | Đồng xu được lưu hành | Đồng xu được lưu hành                              | Đồng xu được lưu hành | Đồng xu được lưu hành | Đồng xu được lưu hành | Đồng xu được lưu hành |           |
| Ảnh                   | Giá trị               | Thông số kĩ thuật     | Thông số kĩ thuật     | Thông số kĩ thuật     | Thông số kĩ thuật                            | Mô tả                 | Mô tả                                              | Mô tả | Năm                   | Năm                   | Năm                   | Năm       |
| Ảnh                   | Giá trị               | Đường kính            | Độ dày                | Cân nặng              | Thành phần                                   | Cạnh                  | Mặt trước                                          | Mặt sau | đúc lần đầu           | phát hành             | thu hồi               |           |
| --------------------- | --------------------- | --------------------- | --------------------- | --------------------- | -------------------------------------------- | --------------------- | -------------------------------------------------- | --- | --------------------- | --------------------- | --------------------- | --------- |
|                       | 10 h                  | 15.5 mm               | 1.7 mm                | 0.6 g                 | 99% aluminium 1% magie                       | Trơn                  | "ČESKÁ REPUBLIKA", the Czech lion, year of minting | Giá trị, sông cách điệu | 1993                  | 1993                  | 2003                  |           |
|                       | 20 h                  | 17 mm                 | 1.7 mm                | 0.74 g                | 99% aluminium 1% magie                       | Milled                | "ČESKÁ REPUBLIKA", the Czech lion, year of minting | Giá trị, lá đoạn | 1993                  | 1993                  | 2003                  |           |
|                       | 50 h                  | 19 mm                 | 1.7 mm                | 0.9 g                 | 99% aluminium 1% magie                       | Nửa trơn nửa có gờ    | "ČESKÁ REPUBLIKA", the Czech lion, year of minting | Giá trị | 1993                  | 1993                  | 2008                  |           |
|                       | 1 Kč                  | 20 mm                 | 1.85 mm               | 3.6 g                 | Thép mạ ni-ken                               | Có gờ                 | "ČESKÁ REPUBLIKA", the Czech lion, year of minting | Giá trị, St. Wenceslas crown | 1993                  | 1993                  | Đang dùng             | Đang dùng |
|                       | 2 Kč                  | 21.5 mm, 11-cạnh      | 1.85 mm               | 3.7 g                 | Thép mạ ni-ken                               | Bo, trơn              | "ČESKÁ REPUBLIKA", the Czech lion, year of minting | Giá trị, a Great Moravian button-jewel                                                                                                | 1993                  | 1993                  | Đang dùng             | Đang dùng |
|                       | 5 Kč                  | 23 mm                 | 1.85 mm               | 4.8 g                 | Thép mạ ni-ken                               | Trơn                  | "ČESKÁ REPUBLIKA", the Czech lion, year of minting | Giá trị, Cầu Charles, Vltava, lá đoạn                                                                                                 | 1993                  | 1993                  | Đang dùng             | Đang dùng |
|                       | 10 Kč                 | 24.5 mm               | 2.55 mm               | 7.62 g                | Thép mạ đồng                                 | Có gờ                 | "ČESKÁ REPUBLIKA", the Czech lion, year of minting | Giá trị, Nhà thờ thánh Peter và Paul trước tượng đài Petrov ở Brno                                                                    | 1993                  | 1993                  | Đang dùng             | Đang dùng |
|                       | 20 Kč                 | 26 mm, 13 cạnh        | 2.55 mm               | 8.43 g                | Thép mạ đồng thau                            | Bo tròn, trơn         | "ČESKÁ REPUBLIKA", the Czech lion, year of minting | Giá trị, tượng đài Thánh Wenceslas trên Quảng trường Wenceslas, câu khắc trên tượng đài:"SVATÝ VÁCLAVE NEDEJ ZAHYNOUT NÁM I BUDOUCÍM" | 1993                  | 1993                  | Đang dùng             | Đang dùng |
|                       | 50 Kč                 | 27.5 mm center: 17 mm | 2.55 mm               | 9.7 g                 | Ring: thép mạ đồng Center: thép mạ đồng thau | Trơn                  | "ČESKÁ REPUBLIKA", the Czech lion, year of minting | "PRAGA MATER URBIUM"("Prague, mẹ của các đô thị"), khung cảnh Praha                                                                   | 1993                  | 1993                  | Đang dùng             | Đang dùng |

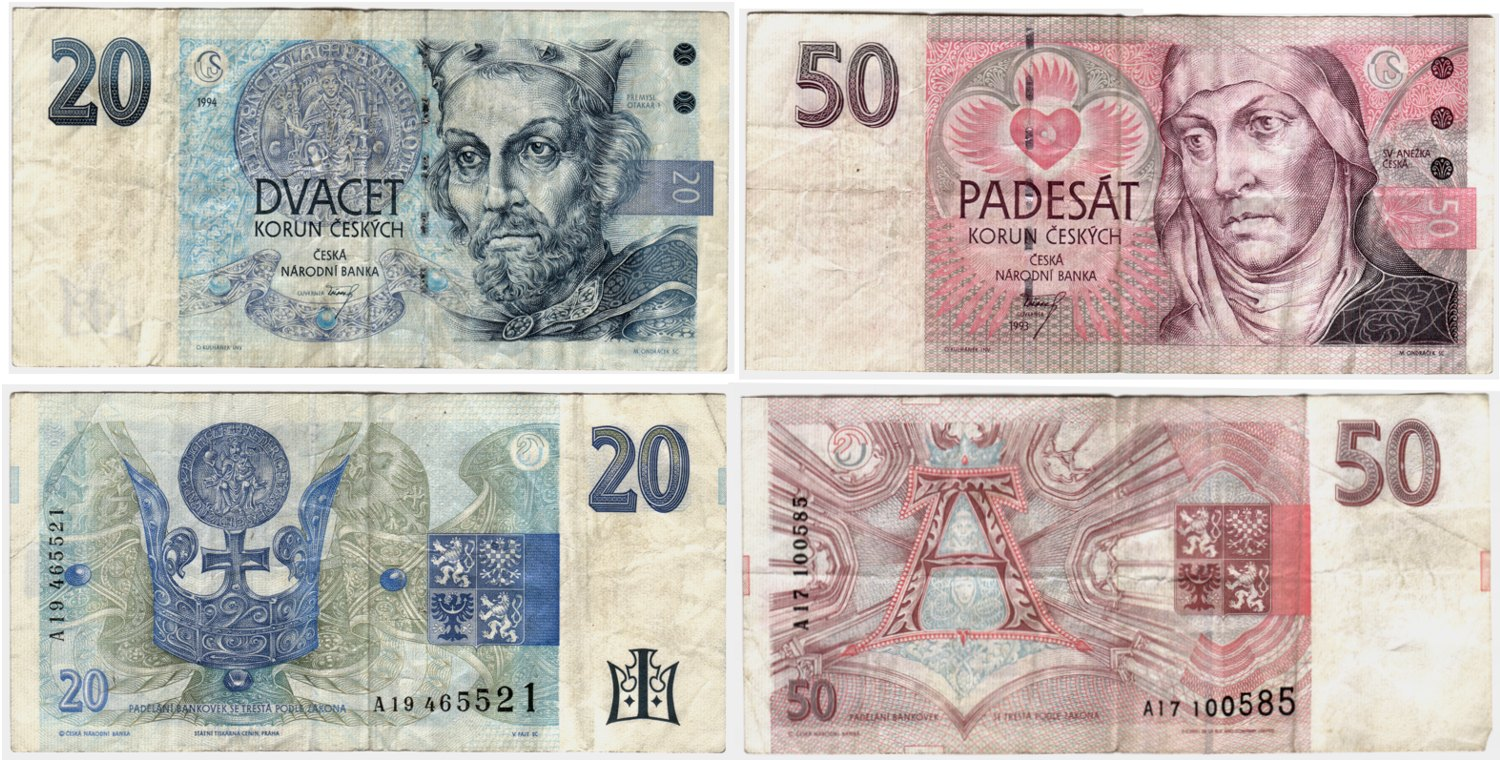
Tiền giấy mệnh giá 20 Koruna và 50 Koruna
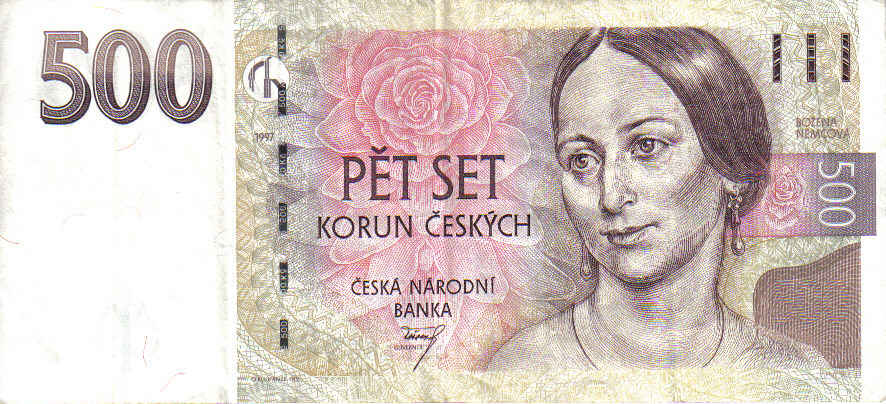
Mặt trước 500 Koruna
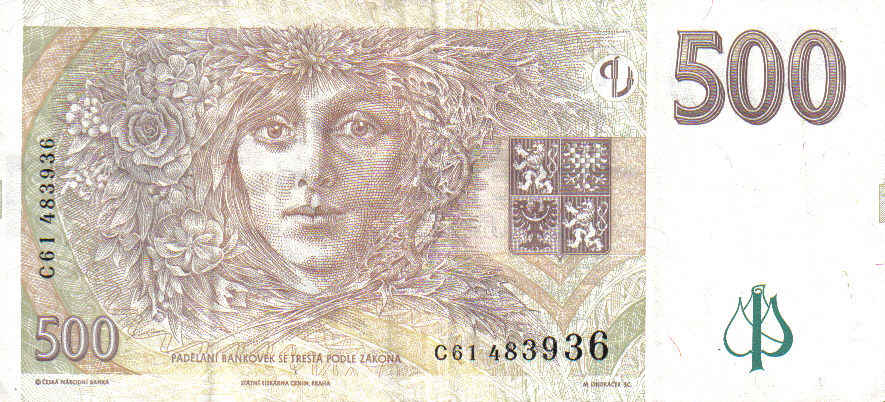
Mặt sau 500 Koruna